# シッド・ビシャス
シッド・ビシャス（Sid Vicious、本名：Sidney Raymond Eudy、1960年12月16日 - 2024年8月26日）は、アメリカ合衆国のプロレスラー。アーカンソー州ウェスト・メンフィス出身。
2メートルを超える長身と筋骨隆々の肉体を誇り、シッド・ジャスティス（Sid Justice）、サイコ・シッド（Sycho Sid）などのリングネームでも活動。技術面は荒削りで素行の悪さでも有名であったが、その人間離れした体躯と風貌および存在感から、全盛期の1990年代はWWF（現：WWE）とWCWの両メジャー団体を行き来し、ヒールのトップスターとして活躍した。
同名であるセックス・ピストルズのベーシスト、シド・ヴィシャスとは無関係である。日本ではプロレスラーの方を「シッド・ビシャス」と表記して区別している。

## 来歴
日系レスラーのトージョー・ヤマモトのコーチを受け、1987年にデビュー。アイスホッケーのマスクを付けたヒールの覆面レスラー、ロード・ヒューマンガス（Lord Humongous）の名で、テネシー州メンフィスのCWAにて活動する。2月23日の初戦ではオースチン・アイドルと組み、ジェリー・ローラー&ニック・ボックウィンクルと対戦。以降もローラーをはじめ、ロッキー・ジョンソンやソウル・トレイン・ジョーンズと対戦した。
並行してNWAのアラバマ地区（CCW）にもベビーフェイスのポジションで参戦し、シングルでは1987年12月25日にNWAサウスイースタン・ヘビー級王座を、タッグでは1988年7月18日にシェーン・ダグラスと組んでNWAコンチネンタル・タッグ王座を獲得。10月3日のバーミングハムでのイベントでは、ダグラスとのコンビでコキーナ&シカのアノアイ・ファミリーと対戦した。
1988年11月より、CWAにてホッケーマスクを脱いで素顔となり、シッド・ビシャス（Sid Vicious）と改名。超大型のヒールとして、ビル・ダンディーやジェフ・ジャレットと抗争した。同年12月10日には、ブライアン・リーからCWAヘビー級王座を奪取している。
1989年2月、ビシャス・ウォリアー（The Vicious Warrior）のリングネームで新日本プロレスに初来日。初戦となる2月22日の両国国技館大会において、藤波辰巳のIWGPヘビー級王座に挑戦した。来日中はスーパー・ストロング・マシーンや木村健吾を破り、アントニオ猪木や長州力とのシングルマッチも行われた。
帰国後、シッド・ビシャス名義で初期のWCWに移籍し、ダン・スパイビーとの巨人タッグチーム、ザ・スカイスクレイパーズ（The Skyscrapers）を結成。テディ・ロングをマネージャーに迎え、スタイナー・ブラザーズやロード・ウォリアーズと抗争するが、スタイナーズ戦での怪我により1989年11月から欠場を余儀なくされる（スパイビーはマーク・キャラスを新パートナーにスカイスクレイパーズを継続）。1990年下期に復帰してからは、スティングのWCW世界ヘビー級王座やレックス・ルガーのUSヘビー級王座に再三挑戦。リック・フレアー率いるフォー・ホースメンのメンバーにもなり、トップ戦線で活躍した。
1991年7月、当時引退を発表していたハルク・ホーガンの後継者候補としてWWFに引き抜かれる。当初はシッド・ジャスティス（Sid Justice）と名乗り、ベビーフェイスとして活動。テッド・デビアスをはじめ、ザ・ウォーロード、タイフーン、カトー、ザ・バーバリアン、ハーキュリーズなどから勝利を収め、ジ・アンダーテイカーやジェイク・ロバーツとも抗争した。しかし、1992年1月19日のロイヤルランブル'92での遺恨を発端にホーガンと仲間割れしてヒールに戻る。ロード・ヒューマンガス時代にもマネージャーを担当していたダウンタウン・ブルーノことハービー・ウィップルマンと再合体し、同年4月5日のレッスルマニアVIIIでは「ホーガン引退試合」の相手を務めた（試合はパパ・シャンゴの乱入でホーガンの反則勝ち）。その後はアルティメット・ウォリアーと抗争するが、薬物検査での不正行為が発覚してWWFを解雇された。
1993年5月にWCWに復帰したが、同年10月28日、イギリス遠征中にアーン・アンダーソンと口論になった際、アンダーソンの胸部と腹部をハサミで数箇所突き刺す事件を起こして解雇される（「アンダーソン事件 / Arn Anderson's stabbing incident」とも呼ばれる）。ステロイド剤の常用による情緒不安定が原因とも言われる。
WCWを解雇された後、1994年からCWAの後継団体USWAに参戦して、ジェリー・ローラーとの抗争を再開。同年7月16日には（アングルとして）試合前に対戦相手のローラーを襲って負傷させ、不戦勝によりUSWA統一ヘビー級王者となる。以降、当時USWAと提携していたWWFのタタンカ、メイブル、アンダーテイカーらを挑戦者に迎え、1995年2月6日にローラーに奪還されるまで戴冠した。

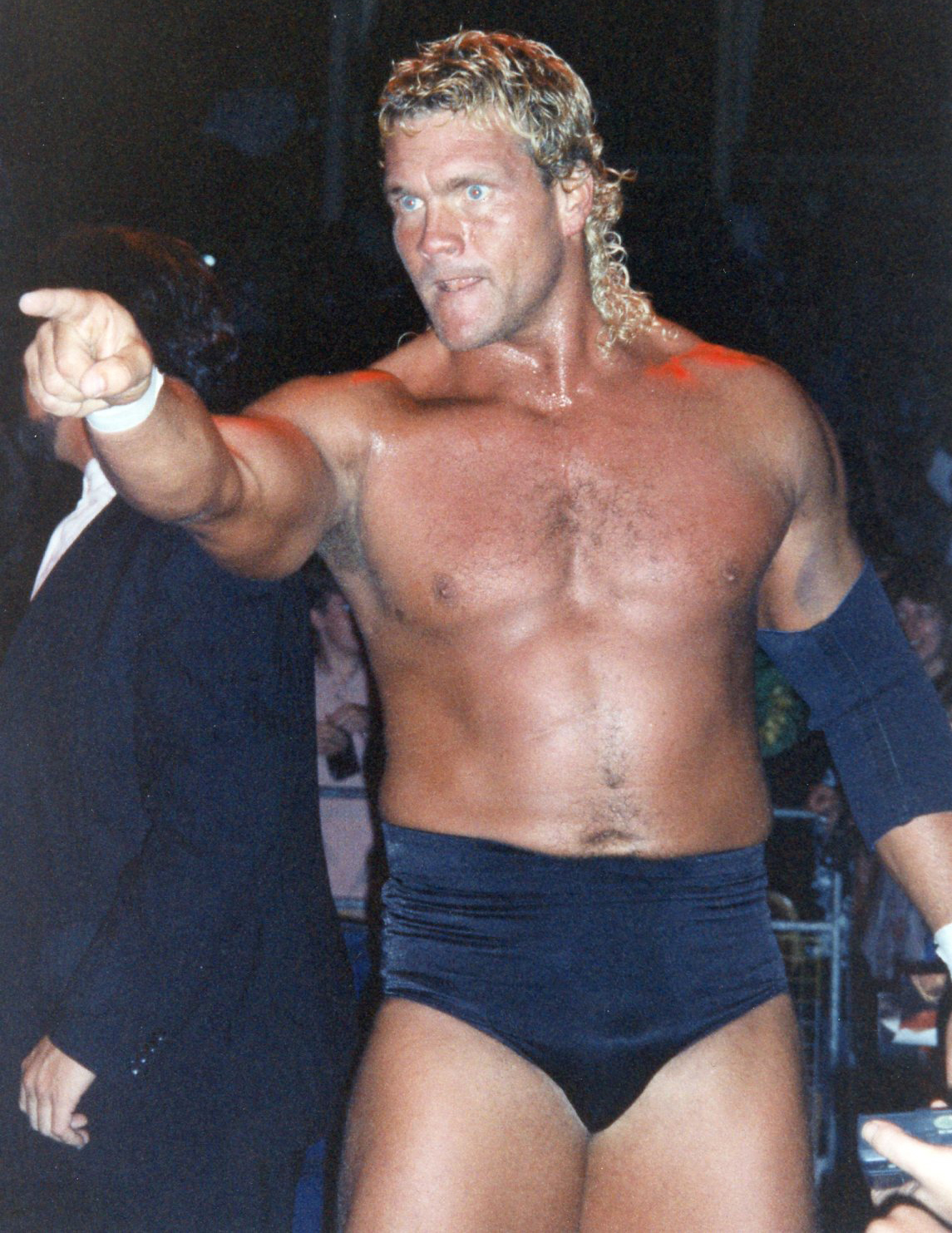
1995年

1995年2月下旬より、ニュー・ジェネレーション期のWWFに再登場。前述の事件もあってか、狂人ヒールのサイコ・シッド（Sycho Sid）としての復帰だった（入場曲も映画『サイコ』の有名なシャワーシーンのBGMをイントロに用いていた）。当初はディーゼルに代わるショーン・マイケルズのボディーガードとして登場したが、4月2日のレッスルマニアXIでのマイケルズ対ディーゼル戦での連携ミスを発端に、翌日のマンデー・ナイト・ロウで仲間割れ。その後はテッド・デビアス率いるミリオンダラー・コーポレーションのメンバーとなり、マイケルズ、ディーゼル、レイザー・ラモンらと抗争を展開。1996年11月17日、ニューヨークのマディソン・スクエア・ガーデンで開催されたサバイバー・シリーズ'96において、マイケルズを破りWWF世界ヘビー級王座を獲得した。翌1997年はアンダーテイカーやストーン・コールド・スティーブ・オースチンの挑戦を退け、1月19日にマイケルズに奪還されるも、2月17日にブレット・ハートを下して再び戴冠。以後、前王者のブレットをはじめ、マンカインド、ベイダー、ハンター・ハースト・ヘルムスリーなどを相手に防衛戦を行い、3月23日のレッスルマニア13においてアンダーテイカーに敗れるまでWWF王座を保持した。その後はブリティッシュ・ブルドッグのヨーロピアン王座やオーエン・ハートのインターコンチネンタル王座に挑戦したが、同年6月に再びWWFを脱退。
以降、インディー団体への単発出場やECWへの短期参戦などを経て、1999年7月よりWCWに復帰。メデューサやミス・マッドネスらと共にランディ・サベージ率いる「チーム・マッドネス」のメンバーとなる。ミレニアム・マン（The Millennium Man）と名乗り、9月12日にクリス・ベノワからWCW USヘビー級王座を奪取。10月24日にビル・ゴールドバーグに敗れてタイトルを明け渡すも、2000年1月24日にはケビン・ナッシュとの王座決定戦を制してWCW世界ヘビー級王座を獲得した。翌25日にナッシュがコミッショナー権限を悪用して剥奪するが、同日にナッシュ&ロン・ハリスとの3ウェイ金網デスマッチに勝利して奪い返し、4月10日にエリック・ビショフらがWCWの全タイトルを空位にするまで戴冠した。ハルク・ホーガンの結成したミリオネアーズ・クラブにも参加したが、2001年1月、試合中に脚を骨折して以降は半ばセミリタイア状態となった。
2002年、オーストラリアのWWAにコミッショナーとして登場。ツアーにも同行した。2004年6月12日、モントリオールのIWS（インターナショナル・レスリング・シンジケート）において、ピエール・カール・ウエレと組んでタッグチーム・ロイヤルランブルに出場。久々のリング復帰を果たした。
以降、2007年から2010年にかけて、JCWやメンフィス・レスリングなどのインディー団体にゲスト出場。トゥー・コールド・スコーピオ、ラジ・シン、ジム・ドゥガン、Xパック、チェイス・スティーブンスとも対戦した。2008年11月7日には、かつてUSWAで抗争を展開したジェリー・ローラーのレスラー生活35周年記念試合の対戦相手も務めた。
2012年6月25日、WWEのRAWに登場。ヒース・スレイターを得意技のパワーボムで倒し、およそ15年ぶりにWWEのリングで白星をあげた。
2024年8月26日、63歳で死去。晩年は癌との闘病生活を送っていた。

## 得意技
- パワーボム[2]

206cmの長身から繰り出す、投げっ放しパワーボム。自身と同様の巨漢であるケビン・ナッシュやジ・アンダーテイカーをハイアングルで投げ捨てたこともある。テリー・ゴディ以後、アメリカでパワーボムを広めた第一人者である。
- チョークスラム（ビシャス・バスター）[2]

この直後パワーボムにつなぐ場合もあれば、そのままフォールすることもある。時折、膝を付いて落とす形も使用する。若い頃は、軽量級相手ならば片手で投げることもあった。
- クロスフェイス（ビシャス・クロスフェイス）[2]

1999年から2000年初頭にかけて、クリス・ベノワとの抗争直後に短期間ながら使用。これでナッシュからWCW世界ヘビー級王座を奪っている。
- ビッグ・ブート[2]

2001年1月14日、WCWのPPV "Sin" において、スコット・スタイナーにセカンドロープから放ったが、着地に失敗して左足を膝下から完全骨折した。
- ハイジャック・バックブリーカー[2]
- クローズライン
- リフトアップ・スラム
- コブラクラッチ

## 獲得タイトル
コンチネンタル・チャンピオンシップ・レスリング
- NWAサウスイースタン・ヘビー級王座：1回[7]
- NWAコンチネンタル・タッグ王座：1回（w / シェーン・ダグラス）[8]

コンチネンタル・レスリング・アソシエーション
- CWAヘビー級王座：1回[11]

ユナイテッド・ステーツ・レスリング・アソシエーション
- USWA統一世界ヘビー級王座：2回[20]

ワールド・レスリング・フェデレーション
- WWF世界ヘビー級王座：2回[24]

ワールド・チャンピオンシップ・レスリング
- WCW世界ヘビー級王座：2回[28]
- WCW USヘビー級王座：1回[27]

NWAノースイースト
- NWAノースイースト・ヘビー級王座：1回

## マネージャー
- ダウンタウン・ブルーノ（CWA）
- テディ・ロング（NWA-WCW）
- ハービー・ウィップルマン（WWF）※ファミリー・エンターテインメント期
- カーネル・ロバート・パーカー（WCW）
- テッド・デビアス（WWF）※ニュー・ジェネレーション期

## 逸話

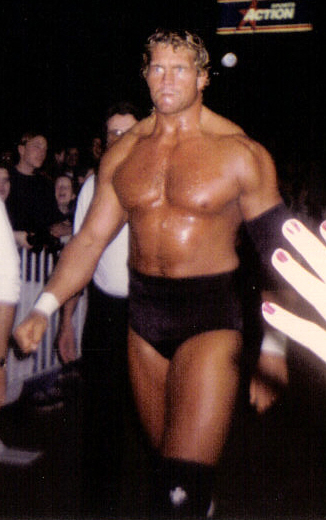
1995年

- 無類のソフトボール好きとして知られる。WCW時代は試合をサボって草ソフトボールの試合に出場していたこともしばしばだった。
- アーン・アンダーソンへの傷害事件を起こす以前の1991年10月12日、当時シッド・ジャスティスとしてWCWからWWFに移籍してきた頃にも「スキージー事件 / Squeegee Incident」と呼ばれる騒動を起こしている[3]。当日はジョージア州アトランタのオムニ・コロシアムでWCWのハウス・ショーが開催されたが、翌日には同会場でWWFのショーも行われることになっており、そのためアトランタ空港内のホテルには両団体のレスラーが宿泊していた。ホテルのバーでは敵対する団体のレスラー同士が酒を飲みながら交流していたが、酒に酔ったシッドは数ヵ月前まで同僚だったWCWのレスラーたちに、いかにWWFが優れ、WCWが劣っているかを自慢し始めた[3]。WCWでロード・エージェントを兼務していたベテランのマイク・グラハムはシッドに静まるよう頼んだが、シッドはグラハムが今までの全キャリアで稼いだ以上の金を1週間で得たなどと豪語した[3]。さらに、同席していたブライアン・ピルマンに向かって、WWFが優れているのは、小さなレスラーに自分のような巨漢との試合をさせないからだと語った[3]。同年初頭、小柄なピルマンはシッドが意図的に危険な角度で放ったパワーボムで負傷させられたことがあり、この発言に激怒してシッドに私闘を挑んだ[3]。シッドは「上腕二頭筋を負傷したばかりなので怪我を悪化させたくない」などと話して一時その場を去ったが、武器のスキージー（窓掃除などに使われる用具）を持ってバーに戻り、グラハムとピルマンを挑発した[3]。しかし、臆することないグラハムにスキージーを掴まれ、周りに制止されながらもピルマンが殴りかかろうとすると、シッドは2人に罵詈雑言を浴びせながら、今度は本当にバーから去っていったという[3]。後のインタビューでシッドは、この騒動について「彼らにWWFの素晴らしさを伝えただけだったが、ピルマンが口を挟んできた」「1対2では不利だからスキージーを持って戻ってきた」などと話している[3]。